# Myszoskoczka jasna
Myszoskoczka jasna (Gerbillus perpallidus) – endemiczny gatunek gryzonia z podrodziny myszoskoczek w rodzinie myszowatych (Muridae), zamieszkujący w północnym Egipcie, na zachód on Nilu. Wiedzie naziemny tryb życia.

## Taksonomia
Badania przeprowadzone w 2016 roku umieszczają G. perpallidus jako młodszy synonim G. floweri pomimo widocznych różnic morfologicznych.

## Wygląd i budowa
Myszoskoczka jasna jest gryzoniem średniej wielkości. Sierść o jasnym umaszczeniu – w części grzbietowej w kolorze piaskowym, a od spodu oraz na łapach białawe i wokół oczu białe. Tułów wraz z głową osiąga długość około 10 cm (długość z ogonem 223–267 mm), przy masie ciała od 26,2 do 48,4 g. Ogon długi (128–150 mm), pokryty sierścią wybarwioną w taki sam sposób jak tułów – od wierzchu kolor piaskowy, od spodu biały. Małżowiny uszne pozbawione są owłosienia i pigmentacji. Podeszwy łap pokrywa sierść.

## Tryb życia
Gatunek jest stosunkowo słabo poznany. Prawdopodobnie wiedzie nocny tryb życia. Samice rodzą raz w roku w okresie kwietnia i maja. Wielkość miotów nie jest znana.

## Behawior
Myszoskoczki jasne hodowane w niewoli wykazują tendencję do usamodzielniania się w wieku około 2 miesięcy. Samce tego gatunku podejmują wówczas walkę o przywództwo z innymi dorosłymi samcami mieszkającymi w tej samej klatce. Walka zwykle trwa do momentu, póki przy życiu nie pozostanie tylko jeden samiec. Samice nie walczą ze sobą i mogą być hodowane razem. Natomiast w wieku 2–3 miesięcy starają się zająć choć małe samodzielne terytorium, co sugeruje, że również one usamodzielniają się i opuszczają matkę mniej więcej w tym wieku.

## Rozmieszczenie geograficzne
Myszoskoczka jasna jest gatunkiem endemicznym zamieszkującym w pasie od depresji Kattara w północno-zachodnim Egipcie do Damietty nad wschodnim ramieniem Nilu u jego ujścia do morza Śródziemnego. Odnotowywany jest także na terenach od zachodniego skraju delty Nilu przez krainę Wadi an-Natrun do Abu Roasz. Zamieszkuje piaszczyste wydmy, tereny rolnicze i zagajniki akacjowe.